# Estación de Poncitlán
Poncitlán fue una estación de trenes que se encuentra en Poncitlán, Jalisco.

## Historia
La estación fue edificada sobre la línea de Irapuato-Guadalajara, esto en terrenos ubicados en el poblado del mismo nombre, adquiridos por el antiguo Ferrocarril Central Mexicano el 21 de diciembre de 1887. El 27 de febrero de 1878 se celebró un contrato para la construcción de un ferrocarril que ligara las ciudades de Lagos y Guadalajara con la Costa del Pacífico. El 12 de abril de 1883 se fundieron en uno solo los diferentes contratos que había adquirido la Compañía, quedando sujetos a las estipulaciones de la ley de 8 de septiembre de 1880. El 17 de diciembre de 1892 se ampliaron los plazos para la presentación de la línea del pacífico y para la construcción de la misma línea.